# Michael Fordham
Pour les articles homonymes, voir Fordham.
 (octobre 2019).
Michael Fordham (Kensington (Londres), 4 août 1905 - Buckinghamshire, 14 avril 1995) est un psychiatre et psychothérapeute anglais qui commença sa carrière dans le service de guidance infantile de Londres, puis se forma à la psychologie analytique auprès de la Society of Analytical Psychology, dont il devint un membre éminent. Il fut pionnier dans l'élaboration d'une théorie du développement du bébé et de l'enfant reposant sur les concepts de la psychologie analytique créée par Carl Gustav Jung. Il devint par la suite membre d'honneur de la British Psychological Society et membre fondateur du Collège royal de psychiatrie'. Il est le premier rédacteur du Journal of Analytical Psychology, et coéditeur des Collected Works de Carl Gustav Jung.
Il laisse derrière lui une œuvre importante, dont une théorie du développement du nourrisson qui mérite un chapitre à part, ainsi que le fruit de son travail avec les enfants autistes qui l'a amené à développer l'idée des défenses du soi. Il a travaillé toute sa carrière avec les psychanalystes de l'école Kleinienne dont il se sentait proche, et aussi avec Donald Winnicott avec qui ses relations furent franches et amicales.

## Développement du nourrisson

### Le soi primaire
Pour Michael Fordham l'état psycho-sensori-moteur du nouveau-né (voire du fœtus intra-utero en fin de grossesse) est un état d'homéostasie indifférenciée : il n'y a pas de différenciation entre moi et non-moi, entre l'interne et l'externe, entre différentes composantes du monde interne. C'est cet état qu'il a nommé soi primaire, faisant ainsi référence au concept jungien du soi, archétype de la totalité. Il a travaillé sur ce modèle dès 1947.

### La dé-intégration
Cependant cet état d'homéostasie n'est pas un état permanent : le nourrisson est soumis à de nombreuses sollicitations, tant internes qu'externes, qui menacent et parfois rompent cet état d'équilibre. Alors, selon Fordham, les potentialités archétypiques du tout petit sont activées, entraînant une activité psycho-motrice du bébé qui, quand l'environnement est présent, aboutissent à ce que celui-ci apporte une réponse aux besoins de son bébé. Cette activité psycho-motrice du bébé correspond au geste spontané décrit par Donald Winnicott, ainsi qu'à la compétence innée du nourrisson décrite depuis les années 1990 par les cognitivistes.
Quand tout se passe bien cette dé-intégration et l'activité psycho-motrice du bébé qu'elle initie aboutit à ce que se crée une nouvelle homéostasie, cette fois dans la relation du bébé et de son environnement. Ainsi ce dernier prend la qualité de «self object» (voir aussi objet primaire), le nourrisson n'étant pas encore en mesure de différencier ce qui est de lui et de son environnement. Par la suite, et progressivement, le self object se différenciera petit à petit, jusqu'à, souvent, se limiter à un seul objet, alors très proche de ce que Donald Winnicott a appelé objet transitionnel.

### La ré-intégration
Une fois l'équilibre homéostatique retrouvé par le bébé en relation avec son environnement, la ré-intégration pourra avoir lieu, c'est-à-dire les retrouvailles avec un état d'homéostasie interne dont le prototype est le sommeil retrouvé du bébé. Mais la ré-intégration ne se limite pas à un simple retour à l'état de soi primaire. Le bébé intègre aussi une part plus ou moins importante des conditions, internes autant qu'externes, qui ont présidé à cette ré-intégration. Ainsi le monde interne du bébé se différencie petit à petit, alors que, dans le même temps, il peut éprouver progressivement quelques différences entre intérieur et extérieur, en même temps que se constituent les premiers îlots du moi, c'est-à-dire d'une conscience réflexive.

### Synthèse
« Le modèle que j’ai commencé à formuler en 1947 a été développé jusqu’à ce jour comme suit : Le soi primaire ou originel de l’infans est radicalement perturbé par la naissance, naissance où l’ensemble psyché-soma est inondé de stimuli qui sont la source de l’émergence d’une anxiété prototypique. À la suite de ceci, un équilibre se rétablit et le premier enchaînement clair de déséquilibre suivi d’un nouvel équilibre est accompli. Cette séquence se répète encore et encore pendant la maturation et les forces qui la sous-tendent sont appelées dé-intégratives et ré-intégratives. »
En d’autres termes le petit d’homme vient au monde comme empli d’une demande qui ne peut se reconnaître comme telle qu’à la mesure où il en recevra une réponse suffisamment satisfaisante. C’est ainsi à la mesure de cette réponse qu’il pourra se vivre comme sujet de sa demande, sujet de lui-même donc, ce qui fera de lui un être humain parmi d’autres humains. Tel est le processus originaire décrit par Fordham comme dé-intégration et ré-intégration du soi, processus par lequel le soi passe de l’état primaire à l’état humain où il se trouve alors en lien avec le moi naissant du tout petit.

## Les défenses du soi

### Le clivage du soi
Si, lors de la dé-intégration, le bébé ne peut établir, dans sa relation avec son environnement maternant, une homéostasie suffisante, alors la ré-intégration ne peut avoir lieu : une part du soi reste en état dé-intégré, et la ré-intégration n'est que partielle. L'exemple le plus commun est celui de la différence qu’il y a entre un bébé qui pleure avant de s’endormir et de retrouver un état de sérénité, et un bébé qui, après avoir pleuré normalement, se met à changer de tonalité, exprimant quelque chose que nous, adultes, ressentons comme de la détresse; ce bébé ne peut finalement s’endormir qu’après avoir atteint un état d’épuisement total.
Si cette expérience se répète trop, si elle dépasse un certain seuil (très variable selon les bébés), ce type d’expérience peut être vécu comme menaçant l’existence même, de telle sorte que le soi se défend en se clivant : la part dé-intégrée n’est alors plus traitée comme part de soi-même, et le geste spontané devient figé.

### Le soi gelé
Quand le clivage du soi devient massif, c'est l'ensemble de l'activité psycho-motrice de l'enfant qui se fige, ce qui a amené Fordham à parler du « soi gelé » dans ses travaux sur l'autisme.
Une telle approche de l'autisme ne contredit pas les travaux entamés depuis la fin du XXe siècle sur les origines génétiques et/ou neurobiologiques de l'autisme, mais permet de modéliser les conséquences psychiques d'une carence importante de l'environnement du bébé, carence alors mesurée au regard des besoins spécifiques de chaque bébé. C'est ainsi que l'on peut constater que certains bébés deviennent autistes dans un environnement pourtant satisfaisant au regard des normes et usages d'une culture donnée. L'hypothèse d'une origine génétique et/ou neurobiologique prend alors toute sa valeur pour comprendre la variabilité des réponses des bébés à l'environnement qui est le leur, et le destin pathologique du développement de certains d'entre eux. Dans le même temps l'approche conceptuelle de Fordham permet de rendre compte de l'influence importante de l'environnement maternant, d'une part pour certains cas d'autisme qui résultent de carences objectives de cet environnement, et d'autre part dans la prise en charge des enfants malades.

## Prix Michael Fordham
Depuis 1996, la revue britannique Journal of Analytical Psychology décerne chaque année un prix pour un article clinique qu'elle a publié. Les lauréats en ont été successivement Giles Clark, Georges Bright, Hester Mc Farland Solomon, Mara Sidoli, James Astor, Gustav Bovensiepen, Marcus West, Judith Woodhead, Margaret Wilkinson, François Martin-Vallas, Jean Knox, Richard Carvalho, Marica Rytovaara, Martin Schmidt.

## Publications
- The Life of Childhood (1944)
- New Developments in Analytical Psychology (1957)
- The Objective Psyche (1958)
- Children as Individuals (1969, revised from The Life of Childhood)
- The Self and Autism (1976)
- The Making of an Analyst: a memoir (London: Free Association Books, 1993)
- La notion de transfert chez C.G. Jung[4]